# Diaporthe crustosa
Diaporthe crustosa är en svampart som beskrevs av Sacc. & Roum. 1881. Diaporthe crustosa ingår i släktet Diaporthe och familjen Diaporthaceae.   Inga underarter finns listade i Catalogue of Life.